# Клаудіо Валіджі
Клаудіо Валіджі (італ. Claudio Valigi, нар. 3 лютого 1962, Дерута) — італійський футболіст, що грав на позиції півзахисника за низку італійських клубних команд, зокрема за «Тернану» та «Падову», а також за молодіжну збірну Італії.
По завершенні ігрової кар'єри — тренер.

## Клубна кар'єра
Народився 3 лютого 1962 року в Деруті. Вихованець футбольної школи «Тернани». Дорослу футбольну кар'єру розпочав 1976 року в основній команді того ж клубу, в якій провів шість сезонів, взявши участь у 60 матчах на рівні другого і третього італійських дивізіонів.
1982 року перейшов до вищолігової «Роми» і провів у її складі по ходу сезону 1982/83 13 ігор в італійській першості, допомігши «вовкам» здобути другий у їх історії титул чемпіонів Італії. Попри це не закріпився у столичній команді і після її тріумфу був змушений її залишити, перейшовши до друголігової «Перуджі».
Згодом протягом 1984–1988 років чотири з половиною сезони відіграв за «Падову», де був основним гравцем команди, що на той час балансувала між другим і третім дивізіонами італійської першості. Згодом провів рік у Серії B граючи за «Мессіну», та півтора роки у Серії C1, захищаючи кольори «Мантови».
Завершував кар'єру у 1991–1994 виступами за аматорські «Беневенто» і «Деруту».

## Виступи за збірну
Протягом 1982–1983 років залучався до складу молодіжної збірної Італії. На молодіжному рівні зіграв у 6 офіційних матчах, забив 1 гол.

## Кар'єра тренера
Розпочав тренерську кар'єру, повернувшись до футболу після невеликої перерви, 2000 року як тренер юнацької команди клубу «Мантова». Згодом працював з командами дублерів клубу, а протягом 2011–2012 років очолював тренерський штаб його головної команди.
2014 року прийняв запрошення стати помічником головного тренера у тренерському штабі Доменіко Ді Карло в «Чезені». Протягом настпуних семи років асистував Ді Карло і в роботі з його наступними командами — «Спецією», «Новарою», «К'єво» та «Віченцою».

## Статистика виступів

### Статистика клубних виступів
| Сезон                 | Команда               | Чемпіонат             | Чемпіонат | Чемпіонат | Національний кубок | Національний кубок | Національний кубок | Континентальні кубки | Континентальні кубки | Континентальні кубки | Інші змагання | Інші змагання | Інші змагання | Усього | Усього |
| Сезон                 | Команда               | Ліга                  | Ігор      | Голів     | Ліга               | Ігор               | Голів              | Ліга                 | Ігор                 | Голів                | Ліга          | Ігор          | Голів         | Ігор   | Голів  |
| --------------------- | --------------------- | --------------------- | --------- | --------- | ------------------ | ------------------ | ------------------ | -------------------- | -------------------- | -------------------- | ------------- | ------------- | ------------- | ------ | ------ |
| 1976–77               | «Тернана»             | B                     | 0         | 0         | КІ                 | ?                  | ?                  | -                    | -                    | -                    | -             | -             | -             | 0      | 0      |
| 1977–78               | «Тернана»             | B                     | 0         | 0         | КІ                 | ?                  | ?                  | -                    | -                    | -                    | -             | -             | -             | 0      | 0      |
| 1978–79               | «Тернана»             | B                     | 0         | 0         | КІ                 | ?                  | ?                  | -                    | -                    | -                    | -             | -             | -             | 0      | 0      |
| 1979–80               | «Тернана»             | B                     | 2         | 0         | КІ                 | ?                  | ?                  | -                    | -                    | -                    | -             | -             | -             | 2      | 0      |
| 1980–81               | «Тернана»             | C1                    | 27        | 0         | КІ-C               | ?                  | ?                  | -                    | -                    | -                    | -             | -             | -             | 27     | 0      |
| 1981–82               | «Тернана»             | C1                    | 31        | 1         | КІ-C               | ?                  | ?                  | -                    | -                    | -                    | -             | -             | -             | 31     | 1      |
| Усього за «Тернану»   | Усього за «Тернану»   | Усього за «Тернану»   | 60        | 1         |                    | ?                  | ?                  |                      |                      |                      |               |               |               | 60     | 1      |
| 1982–83               | «Рома»                | A                     | 13        | 0         | КІ                 | 9                  | 0                  | КУЄФА                | 4                    | 0                    | -             | -             | -             | 26     | 0      |
| 1983–84               | «Перуджа»             | B                     | 35        | 1         | КІ                 | ?                  | ?                  | -                    | -                    | -                    | -             | -             | -             | 35     | 1      |
| 1984–85               | «Падова»              | B                     | 38        | 3         | КІ                 | ?                  | ?                  | -                    | -                    | -                    | -             | -             | -             | 38     | 3      |
| 1985–86               | «Падова»              | C1                    | 33        | 3         | КІ+КІ-C            | ?+?                | ?+?                | -                    | -                    | -                    | -             | -             | -             | 33     | 3      |
| 1986–87               | «Падова»              | C1                    | 33        | 8         | КІ-C               | ?                  | ?                  | -                    | -                    | -                    | -             | -             | -             | 33     | 8      |
| 1987–88               | «Падова»              | B                     | 31        | 3         | КІ                 | ?                  | ?                  | -                    | -                    | -                    | -             | -             | -             | 31     | 3      |
| 1988-січ. 1989        | «Падова»              | B                     | 0         | 0         | КІ                 | ?                  | ?                  | -                    | -                    | -                    | -             | -             | -             | 0      | 0      |
| Усього за «Падова»    | Усього за «Падова»    | Усього за «Падова»    | 135       | 17        |                    | ?                  | ?                  |                      |                      |                      |               |               |               | 135    | 17     |
| січ.-черв. 1989       | «Мессіна»             | B                     | 6         | 0         | КІ                 | ?                  | ?                  | -                    | -                    | -                    | -             | -             | -             | 6      | 0      |
| 1989-січ. 1990        | «Мессіна»             | B                     | 0         | 0         | КІ                 | ?                  | ?                  | -                    | -                    | -                    | -             | -             | -             | 0      | 0      |
| Усього за «Мессіна»   | Усього за «Мессіна»   | Усього за «Мессіна»   | 6         | 0         |                    | ?                  | ?                  |                      |                      |                      |               |               |               | 6      | 0      |
| січ.-черв. 1990       | «Мантова»             | C1                    | 3         | 0         | КІ-C               | ?                  | ?                  | -                    | -                    | -                    | -             | -             | -             | 3      | 0      |
| 1990–91               | «Мантова»             | C1                    | 18        | 0         | КІ+КІ-C            | ?+?                | ?+?                | -                    | -                    | -                    | -             | -             | -             | 18     | 0      |
| Усього за «Мантову»   | Усього за «Мантову»   | Усього за «Мантову»   | 21        | 0         |                    | ?                  | ?                  |                      |                      |                      |               |               |               | 21     | 0      |
| 1991–92               | «Беневенто»           | D                     | 16        | 0         | КІ-Амат.           | ?                  | ?                  | -                    | -                    | -                    | -             | -             | -             | ?      | ?      |
| 1992–93               | «Беневенто»           | D                     | 23        | 1         | КІ-Амат.           | ?                  | ?                  | -                    | -                    | -                    | -             | -             | -             | ?      | ?      |
| Усього за «Беневенто» | Усього за «Беневенто» | Усього за «Беневенто» | 39        | 1         |                    | ?                  | ?                  |                      |                      |                      |               |               |               | ?      | ?      |
| 1993–94               | «Дерута»              | Ечч.                  | ?         | ?         | КІ-Амат.           | ?                  | ?                  | -                    | -                    | -                    | -             | -             | -             | ?      | ?      |
| Усього за кар'єру     | Усього за кар'єру     | Усього за кар'єру     | 309+      | 20+       |                    | 9+                 | 0+                 |                      | 4                    | 0                    |               |               |               | 322+   | 20+    |